# Li Fang (Badminton)
Li Fang (chinesisch 李方, * 1956) ist eine ehemalige Badmintonspielerin aus der Volksrepublik China.

## Karriere
Li Fang war eine der bedeutendsten chinesischen Badmintonspielerinnen der 1970er Jahre. In dieser Zeit gab es noch eine strikte Trennung zwischen dem China-nahen Weltverband WBF und dem weitaus größeren Verband IBF, so dass sich Li Fang nur selten mit den Größen des anderen Verbandes messen konnte. 1979 wurde sie Weltmeisterin dieses weniger bedeutsamen Weltverbandes WBF im Damendoppel mit Zhang Ailing. 1978 gewann sie ebenfalls Gold bei den Asienspielen im Damenteam.

## Erfolge
| Saison | Veranstaltung                | Disziplin   | Platz | Name                   |
| ------ | ---------------------------- | ----------- | ----- | ---------------------- |
| 1975   | Chinesische nationale Spiele | Dameneinzel | 3     | Li Fang                |
| 1975   | Chinesische nationale Spiele | Damendoppel | 1     | Liang Qiuxia / Li Fang |
| 1978   | Weltmeisterschaft (WBF)      | Damendoppel | 1     | Zhang Ailing / Li Fang |
| 1978   | Asienspiele                  | Team        | 1     | China                  |